# Skorno pri Šoštanju
Skorno pri Šoštanju je naselje v Občini Šoštanj. Naselje se razteza na planotastem območju nad Šaleško dolino. V notranjosti planote so kraške jame, od katerih je najbolj znana Rotovnikova jama. Skorno leži na 721 m n. v.